# Alegría!
Alegría! es el quinto álbum de estudio publicado por el músico sevillano Capitán Cobarde, también conocido como Albertucho.
Fue lanzado al mercado en noviembre de 2012 por la discográficas Maldito Records y Bliss Records y producido por Pablo Salinas y Albertucho .

## Lista de canciones
1. Alegría!
2. Muertecito estoy de ganas
3. Deja de Mandar
4. Tiene que haber de tó
5. Vida sin Reloj
6. La gravedad de la teoría
7. Somos pájaros
8. Mi compadre
9. No tener nada
10. Superhéroe de sillón
11. El no murió
12. Vengo a registrarte en corazón (Incluida en edición especial de Spotify)